# Matilde Lundorf Skovsen
Matilde Lundorf Skovsen (ur. 19 stycznia 1999 w Nottingham) – duńska piłkarka, grająca na pozycji obrońcy.

## Kariera piłkarska

### Kariera klubowa
Wychowanka klubów IK Skovbakken i Paris Saint-Germain. W 2016 roku rozpoczęła karierę piłkarską w barwach VSK Aarhus. W 2019 przeniosła się do Brighton & Hove Albion W.F.C. 7 lipca 2020 roku podpisała kontrakt z Juventusem.

### Kariera reprezentacyjna
9 listopada 2018 debiutowała w reprezentacji Danii U-23 w meczu przeciwko Finlandii. Wcześniej była powoływana do juniorskich reprezentacji U-17 i U-19.

## Sukcesy i odznaczenia

### Sukcesy piłkarskie
Juventus
- zdobywca Superpucharu Włoch: 2020